# Hilaire Étienne Lelièvre
Pour les articles homonymes, voir Lelièvre.
Hilaire Étienne Lelièvre, né le 18 juillet 1800 à Malesherbes (Loiret) et mort 25 mai 1851 dans la même ville, est un officier français.

## Biographie
Né à Malesherbes (Loiret) le 29 messidor an VIII, il est le fils d'un tailleur, François Hilaire Lelièvre et d'Élisabeth Éléonore Dupeu.
Il est sous-officier au 15e régiment d'infanterie de ligne. Après la révolution de juillet, il part pour l'Algérie ; en 1832, il est lieutenant dans un bataillon d'infanterie légère. Chacun de ses grades peut être mis en rapport avec une action d'éclat : en 1840, il est nommé capitaine à la suite de l'attaque de Darnassar.

### Bataille de Mazagran
À la tête de cent vingt-trois hommes de la 10e compagnie du 1er BILA, il est chargé de défendre le village de Mazagran ; une première bataille a lieu le 15 décembre 1839 sans que les assaillants puissent prendre la position. Le 2 février 1840 débute une nouvelle offensive mais les cent vingt-trois hommes tiennent bon alors que face à eux plus de dix mille algériens tentant de prendre le fort.
Finalement leur opiniâtreté est récompensée, les assaillants lèvent le siège.
Seuls trois de ses hommes ont été tués.
Promu chef de bataillon, Lelièvre quitte le service.
Il devient commandant de la garde nationale de Malesherbes, où il meurt le 25 mai 1851 .

## Décorations
Médaille de Mazagran (citation à l’ordre de l’armée le 11 mars 1840)